# Burlington (Iowa)
Burlington je město ve Spojených státech amerických. Nachází se v okrese Des Moines County, jehož je zároveň správním městem, ve státě Iowa. Ve městě žije přibližně 24 tisíc obyvatel a jeho rozloha činí 39,5 km².
Město bylo založeno roku 1833. Městem protéká řeka Mississippi. Ve městě se nachází Snake Alley, která má být vůbec nejzakřivenější silnicí na celém světě. Ve městě působí baseballový tým Burlington Bees a nachází se zde knihovna Burlington Public Library.

## Rodáci
- James McNeal Kelly (* 1964) – americký důstojník, letec a kosmonaut
- Robert Noyce (1927–1990) – americký fyzik, vynálezce integrovaného obvodu
- Wallace Carothers (1896–1937)
- Anne Frasierová (* 1954) – americká spisovatelka
- George Scott III (1953–1980) – americký baskytarista
- Aldo Leopold (1887–1948) – americký spisovatel a vědec

## Partnerská města
- Barbacena, Brazílie